# Hela Sverige ska leva
Hela Sverige ska leva, tidigare Folkrörelserådet Hela Sverige ska leva, är en partipolitiskt och religiöst obunden ideell riksorganisation i Sverige som finansieras genom medlemsavgifter, sponsring och anslag från regeringen. Verksamheten är fokuserad på landsbygdsutveckling och lokal utveckling. Hela Sverige ska leva har som vision att "hela Sverige ska leva". Organisationens syfte är att "ge allmännytta genom att verka för goda villkor i hela landet, en god landsbygdsutveckling och en god balans mellan stad och land".

## Verksamhet
Organisationen bildades 1989 efter kampanjen med samma namn och har cirka 5 000 lokala utvecklingsgrupper anslutna till sig via 24 länsavdelningar. Organisationen stöttas av cirka 40 medlemsorganisationer, till exempel Bygdegårdarnas riksförbund, Riksidrottsförbundet, Somaliska riksförbundet och Svenska jägareförbundet.
Organisationens två främsta uppdrag, som utförs parallellt, är att stärka lokalt och påverka nationellt. Stärka lokalt innebär att stötta lokala utvecklingsgrupper i deras arbete, till exempel genom kunskapsöverföring, handböcker, lokala projekt, sprida goda exempel och genom att tillhandahålla en försäkring till för alla grupper som är anslutna till Hela Sverige ska leva. Påverka nationellt innebär framförallt opinionsbildning, arrangera och delta i konferenser, svara på remisser och delta i expertgrupper.
Hela Sverige ska levas arbete ska ge en "socialt, miljömässigt och ekonomiskt hållbar utveckling i hela landet".
Hela Sverige ska leva arbetar mycket med jämställdhet och startade 2015 kampanjen #jämställtmöte där de började mäta sina riksmöten med appen GenderTimer för att se om någon grupp talade mer än någon annan och för att öppna diskussionen om jämställdhet och demokrati. För att inspirera andra föreningar och organisationer gjordes alla resultat offentliga. Ambitionen är att bli en av Sveriges mest jämställda organisationer.
Hela Sverige ska leva arbetar även internationellt. Organisationen är medlem i European Rural Community Alliance (ERCA) och partnerorganisation i Partnership for Rural Europe (PREPARE). På nordisk nivå är Hela Sverige ska leva med i Hela Norden ska leva där Sverige är ordförandeland och Åse Classon (f.d.Blombäck) är ordförande för båda organisationerna.
Sedan 2003 har Hela Sverige ska leva arbetat med ett projekt som heter Hållbara bygder. Hösten 2007 kom organisationen i kontakt med Transitionsrörelsen, vilket blev en stor inspirationskälla i arbetet. Genom att samla erfarenheterna från Hållbara bygder och Transitionrörelsen skapade organisationen Omställning Sverige.
2013 fick Hela Sverige ska leva EU:s medborgarpris för sina insatser för en levande landsbygd.

## Framträdande personer
- Ingemar Mundebo, ordförande Nationella Folkrörelsekommittén 1987–1989
- Claes Elmstedt, ordförande 1989–1996
- Börje Hörnlund, ordförande 1996–2000
- Bo Dockered, ordförande 2000–2003
- Marit Paulsen, förste vice ordförande 1996–2000
- Åke Edin, ordförande 2003-2007
- Karl-Erik Nilsson, ordförande 2007–2012
- Inez Abrahamsson, vice ordförande 2007–2011, ordförande (delat ordförandeskap från 2011, en kvinna och en man) 2011–2013
- Kenneth Nilshem, ordförande 2012–2013
- Åse Classon (f.d. Blombäck), ordförande 2013–
- Staffan Nilsson, ordförande 2013–

Verksamhetschefer
- Sven Thorstensson
- Benny Jansson
- Lisa Lennskog
- Mats Dahlström
- Staffan Bond
- Terese Bengard[21]

Landsbygdsambassadörer
- Heidi Andersson, 2009–2010
- Håkan Hagegård
- Lill-Babs
- Tomas Wassberg
- Susanne Gunnarsson
- Susanne Alfvengren
- Merit Hemmingson

## Landsbygdsriksdagen
Sedan 1989 arrangerar Hela Sverige ska leva Landsbygdsriksdagen. Landsbygdsriksdagen är ett evenemang för alla som har ett intresse av landsbygdsutveckling och av lokal utveckling. Deltagarna har fått besöka goda exempel på lokal utveckling i det län som Landsbygdsriksdagen hålls i, de nätverkar, lyssnar på debatter och deltar i seminarier och workshops. Under valåret 2018 hölls Landsbygdsriksdagen i Västernorrlands län. Där hölls den enda partiledardebatten utanför Stockholm och enbart landsbygdsfrågor debatterades under två timmar. 2014 hölls Landsbygdsriksdagen i Sandviken i Gävleborg. Där hölls diskussioner som utmynnade i ett landsbygdspolitiskt program som listade förslag på utvecklingsmöjligheter för landsbygden riktade till politiken på alla nivåer. Det politiska programmet uppdaterades 2018.
Landsbygdsriksdagen har genom tiderna hållits i:
- 1989 – Umeå
- 1990 – Stockholm
- 1994 – Växjö
- 1996 – Avesta/Hedemora
- 1998 – Linköping
- 2000 – Östersund
- 2002 – Piteå
- 2004 – Ystad
- 2006 – Sjuhärad/Borås
- 2008 – Lycksele
- 2010 – Sunne
- 2012 – Blekinge/Ronneby
- 2014 – Gävleborg
- 2016 – Gotland
- 2018 – Västernorrland

Landsbygdsriksdagen är en modell som den europeiska landsbygdsriksdagen (European Rural Parliament) och flera andra länders landsbygdsriksdagar bygger på. 2013 hölls den första europeiska landsbygdsriksdagen som Hela Sverige ska levas före detta ordförande Inez Abrahamzon var projektledare för i Bryssel, Belgien.